# Yoshikatsu Kawaguchi
Yoshikatsu Kawaguchi (川口 能活 Kawaguchi Yoshikatsu?) (Fuji, Shizuoka, 15 de agosto de 1975) es un exfutbolista japonés. Jugaba de portero y su último club fue el S.C. Sagamihara de la J3 League de Japón. También fue capitán de la selección japonesa, acumulando más de cien partidos internacionales.
Estudió en la Secundaria Comercial Shimizu y fue miembro del equipo de su escuela. Tras terminar la secundaria, se unió al Yokohama F. Marinos. Fue convocado por la selección nacional japonesa de fútbol y jugó en los Juegos Olímpicos de Atlanta.
Tras impresionantes actuaciones a nivel de club y selección, se trasladó al club inglés Portsmouth FC. No obstante, no terminó de adaptarse a la Premier League y decidió marcharse al FC Nordsjælland de la Superliga danesa. Antes del comienzo de la temporada 2005 del fútbol japonés, regresó a su tierra natal fichando por el Júbilo Iwata.

## Clubes
Actualizado al último partido jugado el 16 de marzo de 2014.
| Club                | País       | Año       | Partidos (Liga) | Goles (Liga) |
| ------------------- | ---------- | --------- | --------------- | ------------ |
| Yokohama F. Marinos | Japón      | 1994-2001 | 139             | 0            |
| Portsmouth FC       | Inglaterra | 2001-2003 | 12              | 0            |
| FC Nordsjælland     | Dinamarca  | 2003-2005 | 8               | 0            |
| Júbilo Iwata        | Japón      | 2005-2013 | 228             | 0            |
| FC Gifu             | Japón      | 2014-2015 | 43              | 0            |
| SC Sagamihara       | Japón      | 2016-2018 | 19              | 0            |

## Estadísticas

### Selección nacional
Fuente:
| Selección de Japón | Selección de Japón | Selección de Japón |
| Año                | Part.              | Goles              |
| ------------------ | ------------------ | ------------------ |
| 1997               | 21                 | 0                  |
| 1998               | 9                  | 0                  |
| 1999               | 3                  | 0                  |
| 2000               | 8                  | 0                  |
| 2001               | 9                  | 0                  |
| 2002               | 2                  | 0                  |
| 2003               | 2                  | 0                  |
| 2004               | 11                 | 0                  |
| 2005               | 14                 | 0                  |
| 2006               | 19                 | 0                  |
| 2007               | 12                 | 0                  |
| 2008               | 6                  | 0                  |
| Total              | 116                | 0                  |

#### Participaciones en fases finales
| Torneo                         | Sede                                      | Resultado        | Partidos | Goles |
| ------------------------------ | ----------------------------------------- | ---------------- | -------- | ----- |
| Juegos Olímpicos de 1996       | Atlanta                                   | Primera fase     | 3        | 0     |
| Copa Mundial de Fútbol de 1998 | Francia                                   | Primera fase     | 3        | 0     |
| Copa América 1999              | Paraguay                                  | Primera fase     | 1        | 0     |
| Copa Asiática 2000             | Líbano                                    | Campeón          | 5        | 0     |
| Copa Confederaciones 2001      | Corea del Sur / Japón                     | Subcampeón       | 4        | 0     |
| Copa Mundial de Fútbol de 2002 | Corea del Sur / Japón                     | Octavos de final | 0        | 0     |
| Copa Confederaciones 2003      | Francia                                   | Primera fase     | 0        | 0     |
| Copa Asiática 2004             | China                                     | Campeón          | 6        | 0     |
| Copa Confederaciones 2005      | Alemania                                  | Primera fase     | 3        | 0     |
| Copa Mundial de Fútbol de 2006 | Alemania                                  | Primera fase     | 3        | 0     |
| Copa Asiática 2007             | Indonesia / Malasia / Tailandia / Vietnam | Cuarto puesto    | 6        | 0     |
| Copa Mundial de Fútbol de 2010 | Sudáfrica                                 | Octavos de final | 0        | 0     |

## Palmarés

### Torneos nacionales
| Título                              | Club                | País       | Año     |
| ----------------------------------- | ------------------- | ---------- | ------- |
| J. League Division 1                | Yokohama F. Marinos | Japón      | 1995    |
| J. League Division 1 (Primera fase) | Yokohama F. Marinos | Japón      | 2000    |
| Football League First Division      | Portsmouth FC       | Inglaterra | 2002-03 |
| Copa J. League                      | Júbilo Iwata        | Japón      | 2010    |

### Torneos internacionales
| Título           | Club               | País  | Año  |
| ---------------- | ------------------ | ----- | ---- |
| Copa Asiática    | Selección nacional | Japón | 2000 |
| Copa Asiática    | Selección nacional | Japón | 2004 |
| Copa Suruga Bank | Júbilo Iwata       | Japón | 2011 |

(*) Incluyendo la selección

### Distinciones individuales
| Distinción                             | Año           |
| -------------------------------------- | ------------- |
| Mejor debutante de la J. League        | 1995          |
| XI de la Copa Confederaciones          | 2001          |
| Mejor jugador del mes de la AFC        | Junio de 2001 |
| XI de la Copa Asiática                 | 2006          |
| XI de la J. League                     | 2006          |
| Premio al juego limpio de la J. League | 2008          |